# Clemens Thoma
Clemens Thoma (* 2. November 1932 in Kaltbrunn im Kanton St. Gallen; † 7. Dezember 2011 in Baar ZG) war ein Schweizer Theologe und Steyler Missionar. Er war  Professor für Judaistik und Theologie und Begründer des  Instituts für Jüdisch-Christliche Forschung (IJCF) der  Universität Luzern.

## Biografie
Clemens Thoma wuchs als eines von elf Kindern in einer Bauernfamilie im Kanton St. Gallen auf.
Nach theologischen Studien in St. Augustin bei Bonn sowie im Missionshaus St. Gabriel bei Wien erfolgte 1961 seine Priesterweihe. An der Universität Wien studierte er unter Kurt Schubert Judaistik. 1966 legte er seine Dissertation Die Zerstörung des jerusalemischen Tempels im Jahre 70 n. Chr., geistig-religiöse Bedeutung für Judentum und Christentum nach den Aussagen jüdischer und christlicher Primärliteratur vor.
Von 1967 bis 1971 war er Assistent am Institut für Jüdische Studien der Universität Wien. In dieser Zeit beschäftigte er sich vermehrt mit der Frage des Antijudaismus im Neuen Testament und begann sein Engagement im christlich-jüdischen Dialog.
1971 wurde er als Ordinarius auf den Lehrstuhl für Judaistik und Bibelwissenschaft der Theologischen Hochschule Luzern berufen. Bereits 1972 veranstaltete er in Luzern ein erstes jüdisch-christliches Symposium und organisierte auch in den Folgejahren zahlreiche Symposien, Tagungen und Meetings, welche dem interreligiösen Dialog oder der jüdisch-christlichen Forschung gewidmet waren.
1981 gründete er das Institut für Jüdisch-Christliche Forschung (IJCF), das er bis zu seiner Emeritierung im Jahre 2000 leitete und das heute integraler Bestandteil der Universität Luzern ist. Thoma verfolgte mit der Institutsgründung zwei Ziele:
1. Wissenschaftliche Erarbeitung jüdischer Primärquellen
2. Konstituierung der Judaistik als einer von Haus aus im philosophisch-philologisch-geschichtlichen Bereich beheimateten Wissenschaft zu einem auch in die Theologie hineingehörenden Fach.

Als Fachmann für den interreligiösen Dialog wurde er 1976 Konsultor der Vatikanischen Kommission für die religiösen Beziehungen zum Judentum und beriet die Schweizer Bischofskonferenz hinsichtlich des christlich-jüdischen Gesprächs.
Thoma war Initiator der Theologischen Realenzyklopädie, die ab 1977 herauskam und tat sich durch zahlreiche Werke und Herausgeberschaften hervor. 1994 wurde er Hauptschriftleiter des Freiburger Rundbriefs Neue Folge, Zeitschrift für christlich-jüdische Begegnung.
Seine letzten drei Lebensjahre verbrachte Thoma im Missionshaus Maria-Hilf in Steinhausen, zuletzt wurde er im Pflegezentrum in Baar gepflegt. Er litt an Alzheimer.

## Ehrungen
- 1994: Buber-Rosenzweig-Medaille (zusammen mit Jakob Josef Petuchowski).[8]
- 2001: Ehrennadel der Stadt Luzern[1]

## Werke
- Judentum und christlicher Glaube. Zum Dialog zwischen Christen und Juden. Klosterneuburger Buch- und Kunstverlag, Klosterneuburg, Wien/München 1965.
- Kirche aus Juden und Heiden. Biblische Informationen über das Verhältnis der Kirche zum Judentum. Herder, Wien 1970.
- Zukunft in der Gegenwart. Wegweisungen in Judentum und Christentum. Lang, Bern 1976, ISBN 3-261-02067-9.
- Christliche Theologie des Judentums. Pattloch, Aschaffenburg 1978, ISBN 3-557-94180-9.
- Jüdische Zugänge zu Jesus. In: Theologische Berichte VII. Hrsg. von der Theologischen Hochschule Chur und der Theologischen Fakultät Luzern (Josef Pfammatter, Franz Furger), Einsiedeln 1978.
- Die theologischen Beziehungen zwischen Christentum und Judentum. Wissenschaftliche Buchgesellschaft, Darmstadt 1982, ISBN 3-534-08556-6.
- Das Reden vom einen Gott bei Juden und Christen. Lang, Bern 1984, ISBN 3-261-03388-6.
- Das Messiasprojekt. Theologie jüdisch-christlicher Begegnung. Pattloch, Augsburg 1994, ISBN 3-629-00626-4.
- Das Einrenken des Ausgerenkten. Abschiedsvorlesung als Professor für Bibelwissenschaft und Judaistik und als Leiter des Institutes für Jüdisch-Christliche Forschung an der Universitären Hochschule Luzern (UHL) am 18. Juni 1998. UHL, Luzern 1998.
- Rabbi Nachman. Meister der Spiritualität. Herder, Freiburg im Breisgau 2002, ISBN 3-451-05152-4.

Herausgeberschaften
- Auf den Trümmern des Tempels. Land und Bund Israels im Dialog zwischen Christen und Juden. Herder, Wien 1968.
- (Mitherausgeber) Freiburger Rundbrief (ab 1971)
- (mit Simon Lauer) Die wissenschaftliche Reihe Judaica et Christiana ISSN 0171-676X (1976–2009)
- (mit Ernst Ludwig Ehrlich) Gibt es eine Holocaust-Theologie? Europäische Anti Defamation League Kommission des B’nai B’rith, Wien 1980.
- (mit Leszek Kołakowski u. a.) Toleranz und Absolutheitsansprüche. Herder, Freiburg im Breisgau 1980, ISBN 3-451-19226-8.
- (mit Jakob Josef Petuchowski) Lexikon der jüdisch-christlichen Begegnung. Herder, Freiburg Br. 1989, ISBN 3-451-21245-5.
- Auf den Trümmern des Tempels. Land und Bund Israels im Dialog zwischen Christen und Juden. Herder, Wien 1968.
- Judentum: Ausblicke und Einsichten. Festgabe für Kurt Schubert zum siebzigsten Geburtstag. Lang, Frankfurt a. M. 1993, ISBN 3-631-45671-9.
- (mit Simon Lauer und Hanspeter Ernst) Die Gleichnisse der Rabbinen. Lang, Bern 1986.
  - 1. Teil: Clemens Thoma und Simon Lauer (Hrsg.): Pesiqta deRav Kahana (PesK). Einleitung, Uebersetzung, Parallelen, Kommentar, Texte. Die Gleichnisse der Rabbinen 1. Lang, Bern 1986, ISBN 3-261-03596-X.
  - 2. Teil: Clemens Thoma und Simon Lauer (Hrsg.): Von der Erschaffung der Welt bis zum Tod Abrahams: Bereschit rabba 1-63. Einleitung, Uebersetzung mit Kommentar, Texte. Die Gleichnisse der Rabbinen 2. Lang, Bern 1991, ISBN 3-261-04396-2.
  - 3. Teil: Clemens Thoma und Hanspeter Ernst (Hrsg.): Von Isaak bis zum Schilfmeer: BerR 63-100; ShemR 1-22. Einleitung, Uebersetzung mit Kommentar, Texte. Die Gleichnisse der Rabbinen 3. Lang, Bern 1996, ISBN 3-906756-68-8.
  - 4. Teil: Clemens Thoma und Hanspeter Ernst (Hrsg.): Vom Lied des Mose bis zum Bundesbuch: ShemR 23-30. Einleitung, Übersetzung mit Kommentar, Texte. Lang, Bern 2000, ISBN 3-906765-74-1.
- (mit Paul-Gerhard Müller und Günter Biemer) Glaubensvermittlung. Theologische und anthropologische Aspekte. Benziger, Zürich 1989, ISBN 3-545-22113-X.